# Pięciornik alpejski
Pięciornik alpejski, p. Crantza (Potentilla crantzii (Crantz) Beck ex Fritsch) – gatunek rośliny należący do rodziny różowatych (Rosaceae). Występuje w górach Europy i Azji. W Polsce wyłącznie na Babiej Górze i w Tatrach.

## Morfologia

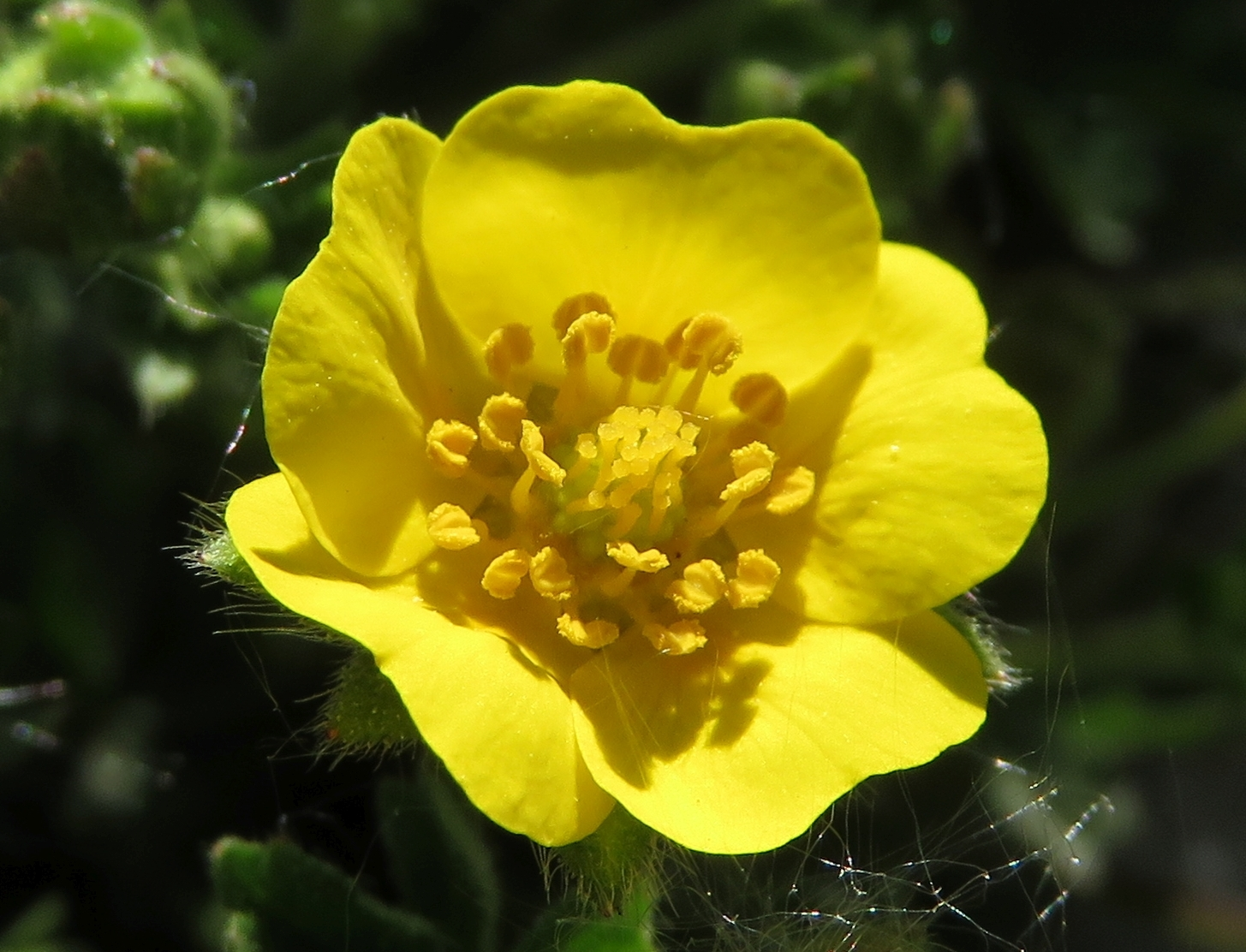
Kwiat

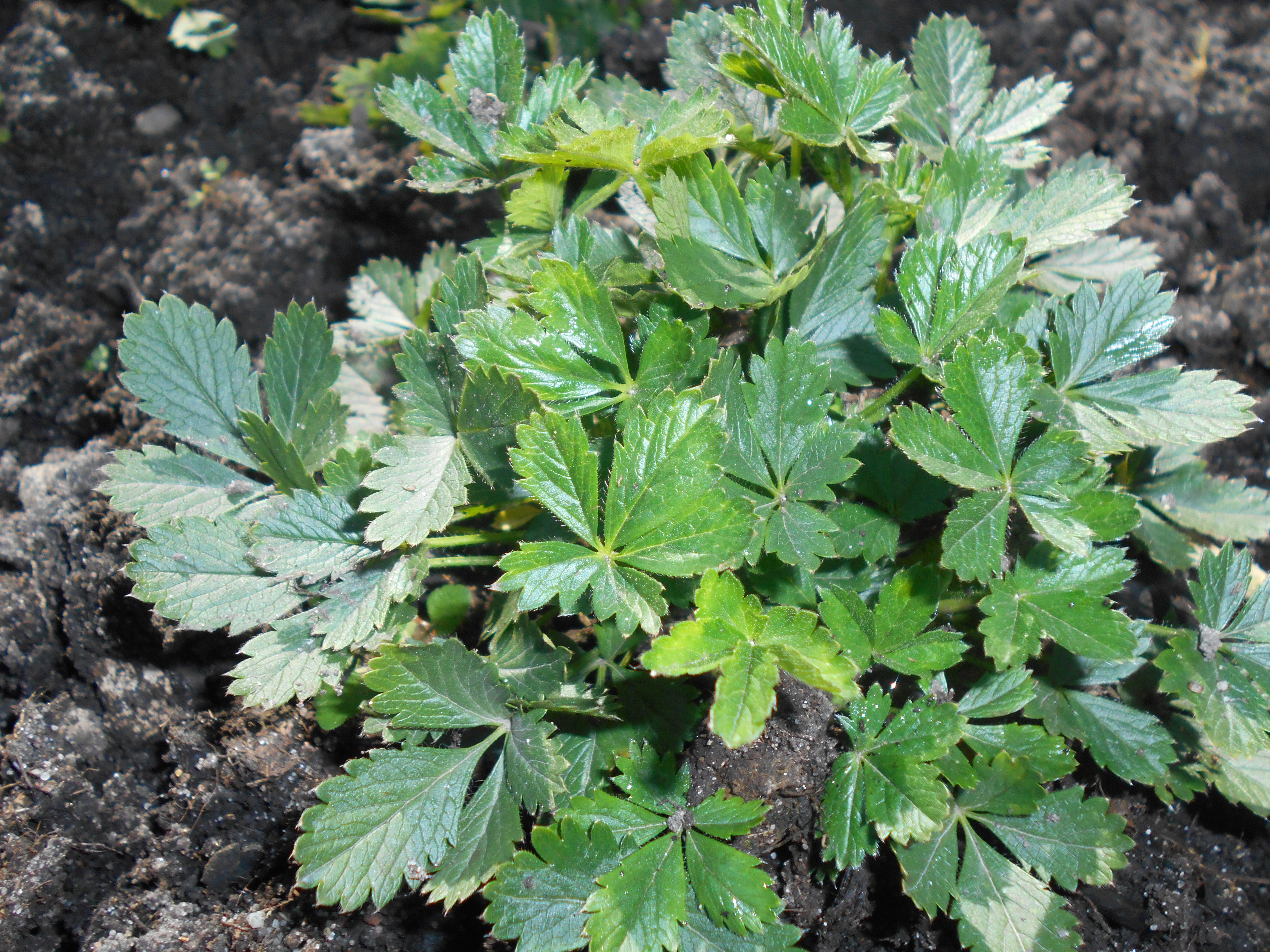
Liście

PokrójRoślina gęstokępkowa. Pędy kwiatowe wyrastają z boku płonnych różyczek liściowych. Pędy rzadko zakorzeniają się. Łodyga łukowato wzniesiona, o długości 5- 20 cm. Pod ziemią roślina posiada cienkie i silnie rozgałęzione kłącze.
LiścieGłównie liście różyczkowe. Są one długoogonkowe, dłoniasto złożone, składają się z 5 jednakowej wielkości listków. Listki mają klinowato-jajowaty kształt i brzegi głęboko karbowano-piłkowane. Mają słabo widoczną nerwację i są obustronnie odstająco owłosione, na dolnej stronie silniej, włoskami gwiazdkowatymi. Środkowe liście na łodydze są 3-listkowe, krótkoogonkowe. Przylistki na płonnych różyczkach mają jajowate lub szerokolancetowate uszka.
KwiatyWyrastają na długich szypułkach. Ich korona o średnicy 1,5-2,5 cm składa się z 5 złocistożółtych płatków. Działki kielich dwukrotnie krótsze od płatków i owłosione. U nasady płatków pomarańczowa plama, wewnątrz korony liczne pręciki i słupki. Szyjka słupka o cienkiej nasadzie i zgrubiała pod znamieniem.
OwocDrobne, jajowate niełupki o zielonożółtym kolorze.
Gatunki podobnePięciornik złoty, cechy odróżniające od pięciornika alpejskiego: owłosienie listków, srebrzysta obwódka na ich brzegach.

## Biologia i ekologia
RozwójBylina. Kwitnie od czerwca do sierpnia.
SiedliskoPorasta hale górskie, polany reglowe, murawy. W Tatrach występuje od regla dolnego po piętro turniowe, głównie jednak w piętrze alpejskim i subalpejskim. Rośnie zarówno na podłożu wapiennym, jak i granitowym, częściej jednak na wapieniu.
FitosocjologiaGatunek charakterystyczny dla klasy (Cl.) Seslerietea variae.